# Murkina
Murkina is een Russische voornaam.
In Nederland is Murkina wellicht de vrouwelijke variant van de jongensnaam Murk.
In Rusland is Murkina een voornaam. Voorbeelden zijn Murkina Alya Grigor'evna en Murkina Nina Petrovna.
De tekenfilmproducer Jan-Eric Nyström heeft in 1978 een film gemaakt Mustin Murkina.